# Operation Columba
Im Rahmen der Operation Columba gelangte die britische Armee mittels Brieftauben im Zweiten Weltkrieg an kriegswichtige Informationen. Über dem besetzten Westeuropa wurden in Frankreich, Belgien und den Niederlanden von Flugzeugen in Käfigen Tauben aus England abgesetzt. So konnte die Zivilbevölkerung ohne Verschlüsselungstechnik Nachrichten nach Großbritannien schicken.

## Verlauf und Erfolg
Ab dem 8. April 1941 setzte der britische Geheimdienst (MI14d) solche Tauben ab. Sie sollten als fliegende Kuriere für Berichte aus von der Wehrmacht besetzten Gebieten benutzt werden.
Am 14. Februar 1945 endete die Operation Columba. In dreieinhalb Jahren waren 17.000 Vögel abgeworfen worden. Nur zehn Prozent schafften es lebend zurück, etwa 1000 Nachrichten wurden mit ihnen überbracht und ausgewertet.
Eine Nachricht enttarnte u. a. den Standort der deutschen Wehrmachts-Kommunikationszentrale nahe Brügge für die gesamte Kanalküste im belgischen Schloss Château de Tilleghem (bei Brügge / Bruge; nl: Kasteel van Tillegem). Als Teil des niederländischen Widerstands gegen NS-Deutschland hatte der katholische Priester Joseph Raskin davon berichtet und eine präzise Lagekarte vieler Militäreinrichtungen übermittelt. Raskin wurde deshalb nach einem Urteil eines Sondergericht unter Freisler am 18. Oktober 1943 ermordet.
Die Wehrmacht setzte Scharfschützen und Jagdfalken gegen diese Tauben ein. Außerdem wurden man mit Geld belohnt, falls man Spionagetauben den Behörde abgab. Entsprechend wurde man drakonisch bestraft, falls man die Tauben tatsächlich nutzte und Informationen mit den Tauben mitgab.